# Социальный порядок
Социальный порядок — максимально обобщенное понятие, организованности общественной жизни, упорядоченности социального действия и всей социальной системы.
Он предполагает бесконфликтное существование общества, благодаря тому, что все связи в нем согласованы. Существует мнение, что социальный порядок - это идеальная цель, которую невозможно достигнуть в реальной жизни.

## Подходы к изучению понятия социального порядка

### Подход к пониманию социального порядка Т. Гоббса
Согласно реконструкции истории социологии у Парсонса, как актуальная проблема социальный порядок был рассмотрен в форме парадокса Гоббса: как возможно слаженное существование общества, если «человек человеку — волк».
Ответ на вопрос, как наладить это существование и утвердить социальный порядок, данный самим Гоббсом звучит так: если хаос является естественным проявлением животной природы человека, то способствовать контролированию этого процесса и созданию слаженной системы способно лишь «Государство-Левиафан». По Гоббсу, социальный порядок устанавливается благодаря существованию государства, которому должны подчиняться части индивиды.

### Подход к пониманию социального порядка О. Конта
В трудах Конта понятие социального порядка раскрывается в одном из важнейших для него аспектов социологического исследования — социальной статике, а прогресс, или социальная динамика, оказывается лишь «развитием порядка».
Социальное назначение правительства, с его точки зрения, состоит в том, чтобы выполнять функцию блюстителя общественного порядка и быть органом социальной солидарности.

### Подход к пониманию социального порядка Ф. Тенниса
Одна из главных идей Тённиса, сформулированная в работе «Общность и общество» заключалась в противопоставлении двух социальных типов. Теннис говорит о переходе от «сообщества» с недифференцированными социальными группами и отношениями к «обществу», в котором обязанности и отношения людей четко закреплены соглашением «ты мне, я тебе». В первом случае порядок обеспечивается тем, что в обществе свободно развиваются те отношения, которые коренятся в эмоциях, привязанностях, душевной склонности и сохраняют собственную самоотождествленность либо в силу сознательного следования традиции, либо в силу эмоциональных или языковых уз. Во втором случае принципиальной основой общественных отношений оказывается рациональный обмен.

### Подход к пониманию социального порядка Э. Дюркгейма
Центральным для описания социального порядка в творчестве Дюркгейма становится понятие социальной солидарности, а разделение труда выступает как важнейший механизм через который современные индустриальные общества достигают состояния упорядоченности и консенсуса.
Солидарность раньше была механической в силу преобладания над действиями людей стереотипов сознания. Подъем индустриальной цивилизации способствует разрушению единства «коллективного сознания», возрастанию индивидуализма. Теперь солидарность в обществе становится органической. Цена этого перехода, по мнению Дюркгейма, — явление аномии, социальной неукорененности, выпадения индивидов из структур общества и традиционного разделения труда. Находящиеся в таком состоянии общества испытывают нехватку порядка, в связи с чем в целях поддержания моральной регуляции предлагается использовать корпоративно-профессиональные ячейки.

### Подход к пониманию социального порядка Т. Парсонса
В работах Парсонса выражена попытка разработать теоретическую схему «социального поведения» в рамках теории социального действия. Парсонс выступает как сторонник социального порядка и обосновывая его как «естественную форму» общества. Порядок по Парсонсу — это доминирование общественного согласия (консенсуса) над социальным конфликтом.

## Критика и противоречия в понимании социального порядка

### Конт и Милль
У Конта общество представляет собой органическое единство всего человечества или какой-то значительной его части, которое связано "всеобщим согласием " и характеризуется гармоническим функционированием его структурных элементов. Такой взгляд на общество входил в очевидное противоречие с теориями общества как продукта договора между индивидами, получившими распространение в политической философии. В частности, Конт заострил свою позицию, противопоставив ее убеждениям Дж. Ст. Милля, считавшего, что все социальные законы сводятся «к законам индивидуальной человеческой природы». Согласно Конту, подобный редукционизм не дает возможности адекватно идентифицировать общество, которое может быть понято только в единстве составляющих его частей.

### Тённис и Дюркгейм
Будучи настроенным консервативно, Тённис полагал, что переход от сообщества к обществу и смена способов сохранения социального порядка нельзя назвать благоприятным. Такую позицию критиковал Э. Дюркгейм, полагавший, что переход от механической (над действиями людей возвышались общественные традиции и стереотипы) к органической (каждый индивид решает сам) солидарности следует признать позитивным.